# Nāḩiyat Markaz al Mayādīn
Nāḩiyat Markaz al Mayādīn (arabiska: ناحية مركز الميادين) är ett subdistrikt i Syrien.   Det ligger i provinsen Dayr az-Zawr, i den östra delen av landet, 400 km öster om huvudstaden Damaskus.
Trakten runt Nāḩiyat Markaz al Mayādīn är ofruktbar med lite eller ingen växtlighet. Runt Nāḩiyat Markaz al Mayādīn är det ganska glesbefolkat, med 29 invånare per kvadratkilometer.